# Johann Jakob Schmoll genannt Eisenwerth
Johann Jakob Schmoll genannt Eisenwerth (* 18. März 1769 in Ottweiler; † 4. März 1853 in Niederlinxweiler) war ein deutscher evangelischer Pfarrer und Heimatdichter.

## Leben
Johann Jakob Schmoll gen. Eisenwerth war der Sohn von Johann Jakob (Jost) Schmoll genannt Eisenwerth (1709–1790), Oberschultheiß in Ottweiler, und dessen Frau Charlotte Elenora, geborene Barthels (1735–1798). Er hatte zwei Schwestern.
Er selbst war der Großvater von Anton Adolph Schmoll genannt Eisenwerth und Urgroßvater von Josef Adolf Schmoll genannt Eisenwerth, Karl Schmoll von Eisenwerth, Gustav Schmoll genannt Eisenwerth und Fritz Schmoll genannt Eisenwerth.
Seine erste öffentliche Predigt hielt er in der evangelischen Kirche von Ottweiler, die zweite 1789 in der Saarbrücker Ludwigskirche.
Von 1794 bis 1807 war er Pfarrer der evangelischen Kirche zu Wiebelskirchen und danach bis 1841 Pfarrer der evangelischen Kirche in  Niederlinxweiler. Schmoll engagierte sich in der Bewegung für eine protestantische Kirchenunion im Fürstentum Lichtenberg, die 1820 geschlossen wurde. 1845 wurde er emeritiert und starb 1853 an Altersschwäche.
Schmoll war zweimal verheiratet. Im Januar 1798 heiratete er in Niederlinxweiler in erster Ehe Luise Charlotte Friederike, geborene Drach (1776–1803). Im Juni 1809 heiratete er abermals in Niederlinxweiler Philippine Katharina Elisabeth, geborene Martini († 1854). Aus beiden Ehen gingen mehrere Kinder hervor.

## Publikationen
- Verse-Quodlibet (Gedichtband), L. S. Karchers Witwe, St. Wendel 1820 (Digitalisat bei Universitätsbibliothek Paderborn).